# A3 (Tunesië)

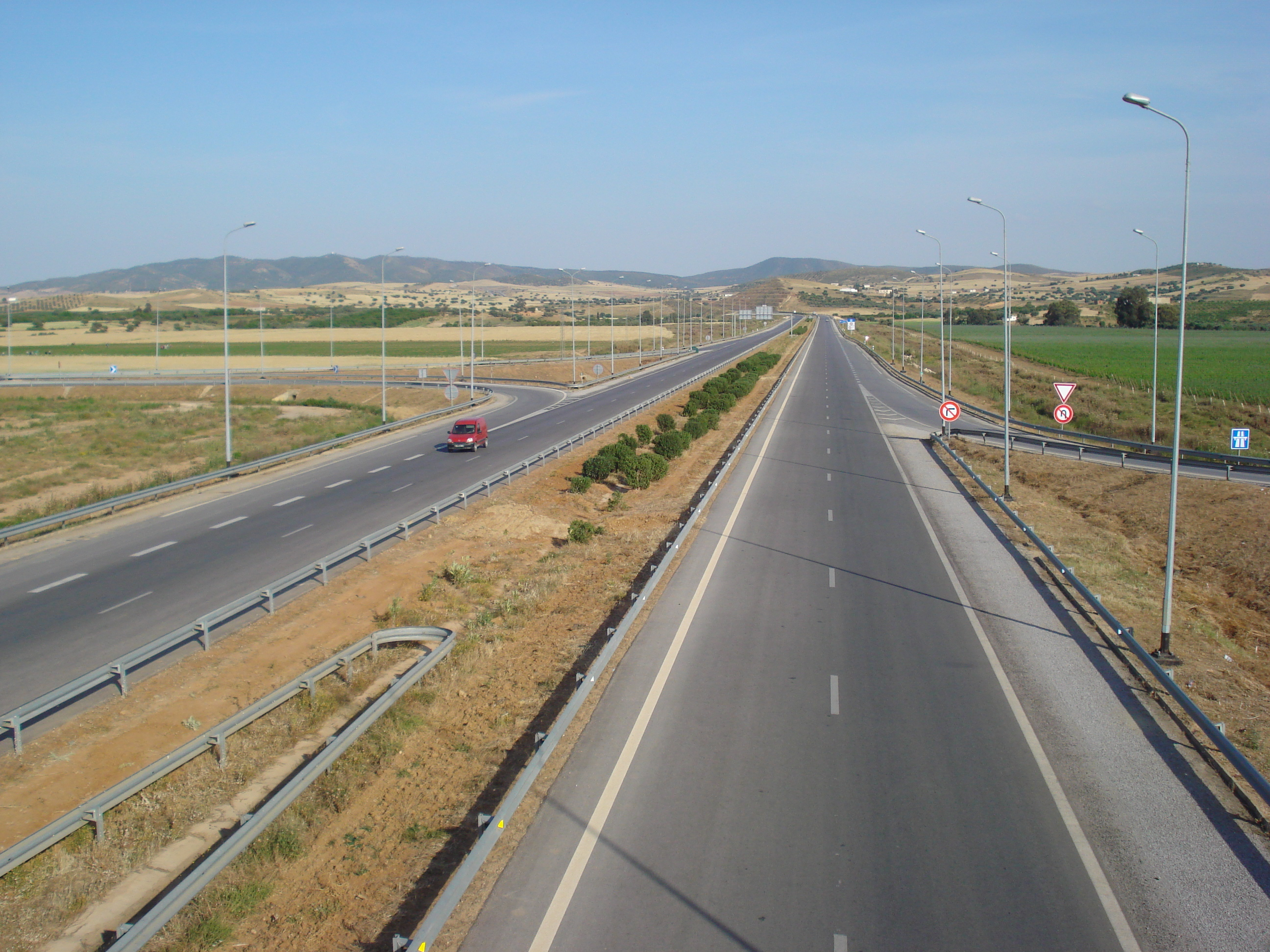
De A3

De A3 is een autosnelweg in Tunesië. De snelweg is 121 kilometer lang en verbindt Tunis met Bou Salem. De A3 werd aangelegd tussen 2005 en 2016.
A1 ·
A2 ·
A3 ·
A4